# Акимото, Ясуси
Ясуси Акимото (яп. 秋元 康, Акимото Ясуси) — японский музыкальный продюсер и поэт-песенник. Писатель и сценарист. Профессор и вице-президент Киотского Университета искусства и дизайна. Написал тексты для множества популярных песен, в частности, для групп Onyanko Club и AKB48. Создатель и продюсер идол-группы AKB48.

## Биография

### Творчество
Ещё во время учёбы в школе Акимото начал работать как телесценарист.
Дебютировал как поэт-песенник в 1981 году, когда его песню исполнила популярная японская группа THE ALFEE. В 1983 году написал слова последнего прижизненного сингла Хибари Мисоры «Kawa no Nagare no You ni» (яп. 川の流れのように, Кава но нагарэ но ё:ни).

Cингл вышел 11 января 1989 года.
В 1985—87 годах сотрудничал со знаменитой женской идол-группой 80-х годов Onyanko Club, являясь музыкальным продюсером группы и сценаристом их собственного телешоу «Yuuyake Nyan Nyan» на Fuji TV.
В 1991 году дебютировал как кинорежиссёр. Много писал для кино.
Параллельно продолжал работать на телевидении продюсером музыкальных шоу, включая еженедельный «Utaban» на TBS.
Несколько книг Ясуси Акимото стали бестселлерами. В частности, Акимото — автор книг, по которым были поставлены фильмы ужасов «Один пропущенный звонок» (2003) и «Второй пропущенный звонок» (2005), и автор идеи фильма «Суицидальная песня» (2007).
В 2005 году Ясуси Акимото начал новый проект, идол-группу AKB48. Он является продюсером и автором песен группы.

### Личная жизнь
В 1988 году Ясуси Акимото женился на Мамико Такаи, бывшей участнице Onyanko Club.

## Фильмография

### Фильмы
Автор сценария
- Gubbai Mama (1991)
- Manhattan Bridge (1992)
- Koi to Hanabi to Kanransha (1997)
- Gozonji! Fundoshi Zukin (1997) (сюжет)
- Kawa no Nagare no You ni (2000)
- Один пропущенный звонок (Chakushin Ari, Япония, 2003) (роман, автор идеи)
- Второй пропущенный звонок (Chakushin Ari 2, Япония, 2005) (роман, автор идеи)
- Последний пропущенный звонок[англ.] (Chakushin Ari: Final, Япония, 2006)
- Суицидальная песня (Япония, 2007) (сюжет, автор идеи)
- Zou no Senaka[яп.] (2007) (роман)
- Один пропущенный звонок (One Missed Call, США, 2008) (роман)
- Yamagata Scream[яп.] (Yamagata Sukuriimu, 2009)

Режиссёр
- Gubbai Mama (1991)
- Manhattan Bridge (1992)
- Kawa no Nagare no You ni (2000)
- Jusei: Last Drop of Blood (2003)

Исполнительный продюсер
- Мосидора (4 июня 2011)

### Телевизионные сериалы
Автор идеи
- Majisuka Gakuen (Япония, 2010)

### Аниме
Автор сценария
- Nurse Angel Ririka SOS (1995—1996) (автор сценария манги)
- 6 Angels[англ.] (2002) (сюжет)
- Zou no Senaka[яп.] (Pony Canyon, 2007) (роман)
- ICE[англ.] (2008) (сюжет, автор идеи)

### Манга
Автор сценария
- Azuki-chan (1992—1997)
- Nurse Angel Ririka SOS (1995—1996)